# Blaesoxipha blanchardi
Blaesoxipha blanchardi är en tvåvingeart som beskrevs av Guilherme A.M.Lopes och Tibana 1982. Blaesoxipha blanchardi ingår i släktet Blaesoxipha och familjen köttflugor. Inga underarter finns listade i Catalogue of Life.